# أبو بكر عزت
أبو بكر عزت (8 أغسطس 1933 - 27 فبراير 2006)، ممثل مصري مخضرم، من مواليد حي السيدة زينب الشعبي في مدينة القاهرة.
درس بمدرسة الخديوية الثانوية التي تخرج منها الكثير من الفنانين المصريين، ثم التحق بكلية الآداب - قسم الاجتماع - وأخرج أعمالاً مسرحية وهو طالب بالجامعة وحصل على جائزة أحسن ممثل عام 1996 من مهرجان القاهرة السينمائي.

## النشأة والأسرة
وُلد في 8 أغسطس عام 1933 بحي السيدة زينب، درس في مدرسة الخديوية، حصل على ليسانس الآداب قسم الاجتماع، واكتشف موهبته الفنية من خلال المسرح المدرسي. تزوج من الكاتبة كوثر هيكل واستمر الزواج 41 عاما، وانتهت برحيل عزت  ابنتاه «أبو بكر عزت»

## المهنة
بدأ الفنان أبو بكر عزت، مشواره الفني من خلال المسرح المدرسي وقدم مسرحية «الفضائح»، وخلال دراسة «أبوبكر» بكلية الآداب التحق بمعهد التمثيل، وتخرج فيه عام 1959، وفي العام نفسه، انضم «أبوبكر» إلى فرقة المسرح الحر، وشارك في عدة أعمال مسرحية، منها «الدخول بالملابس الرسمية»، و«دبور»، و«الدلوعة»، والعديد منها كما له رصيد درامي كبير، وشارك في عدة مسلسلات، أبرزها «الزوجة أول من يعلم»، و«كوم الدكة»، و«العودة الأخيرة»، و«أرابيسك»، و«رأفت الهجان»، و«على نار هادئة»، وسينمائيًا شارك «أبوبكر» في أفلام «زوج في إجازة»، و«الهروب»، و«ضد الحكومة»، و«الحب أيضا يموت»، و«لصوص خمس نجوم»، و«30 يوم في السجن» الذي لعب فيه دور «مدحت الشماشيري»، و«فوزية البرجوازية»، وغيرها.
رغم عدم أداء «أبوبكر» دور البطولة في أي عمل فني إلا أنه قال: «أنا مش حاسس بأي ظلم.. بالعكس أنا واخد أكتر من حظي كمان».
في مايو 2002 صرح أبوبكر عزت لصحيفة «البيان» الإماراتية أنه ملّ من أدوار «الباشوات ورجال الأعمال وزير النساء والشرير خفيف الظل»، وهو ما دفعه حينها للمشاركة في مسلسل «شعاع من الأمل»، وجسد شخصية «عمدة في الريف»، وشارك «أبوبكر» في أعمال فنية عدة من تأليف زوجته كوثر هيكل، ومع توقفه عن ذلك أوضح أن السبب يأتي في أن المخرجين لا يختارونه للمشاركة، لأن زوجته عندما تكتب الشخصيات لا تدوّنها له.
أرجع «أبوبكر» سبب ابتعاده عن المسرح إلى أن الكوميديا أصبحت «مهنة من لا مهنة له»، حسب تعبيره، موضحًا في حواره لـ«البيان» أنه فور تركه العمل فيه تبعه كلٌّ من فؤاد المهندس ومحمد عوض، لكنه استدرك وقال: «باستثناء عادل إمام ومحمد صبحي وسمير غانم، الذين ينحتون في الصخر حفاظًا على استمرار اللون الكوميدي في مسارحنا».

## وفاته
توفي أبو بكر عزت بعد أن أصيب بأزمة قلبية حادة خلال توجهه لموقع تصوير أحدث مسلسلاته «ومضى عمري الأول» وتوفي فور وصوله إلى مستشفى الصفا بحي المهندسين عن عمر يناهز 73 عاماً قدّم خلالها الكثير من الأعمال الفنية.

## أعماله
قدّم أبو بكر خلال مسيرته الفنية العديد من المسرحيات والأفلام والمسلسلات ومنها الإذاعية، كذلك السهرات التلفزيونية.

### مسرحياته
- سنة مع الشغل اللذيذ
- الدبور
- المفتش العام
- مسرحية الزوج العاشر
- مسرحية سلفني حماتك
- عريس في إجازة
- حركة ترقيات
- ذات البيجامة الحمراء
- قصر الشوق
- زوجات وأزواج (البروش)
- الدخول بالملابس الرسمية
- علي جناح التبريزي وتابعه قفة
- مسرحية عريس في اجازة
- حماتي والمنديل
- لو كنت حليوة
- مسرحية يا بخت الأطرش
- مسرحية سكر زيادة
- مسرحية بداية ونهاية
- مرحبا الزيارة انتهت
- مسرحية العالمة باشا

### السينما

#### 1990
- المرأة والساطور 1997
- الرجل الشرس 1996
- الزمن والكلاب 1996
- لصوص خمس نجوم 1994
- دموع صاحبة الجلالة1992
- ضد الحكومة 1992
- الهروب 1991
- الإمبراطور 1990

#### 1980
- أصدقاء الشيطان 1988
- الحب أيضا يموت 1988
- الفلوس والوحوش 1988
- المتمرد 1987
- القطار 1986
- المخبر 1986
- امرأة متمردة 1986
- رجل قتله الحب 1986
- عذراء وثلاثة رجال 1986
- فوزية البرجوازية 1985
- المطارد 1985
- قمر الليل 1984
- كلاب الحراسة 1984
- لك يوم يا بيه 1984
- الاحتياط واجب 1983
- 1983: دعوة للزواج

#### 1970
- انقذوا هذة العائلة 1979
- خائفة من شيء ما 1979
- أفواه وأرانب 1977
- شيلني وأشيلك 1977
- 13 كدبة وكدبة 1977
- الكروان له شفايف 1976
- على ورق سيلوفان 1975
- أشياء لا تشترى 1970
- زوجة لخمسة رجال 1970

#### 1960
- الحرامي 1969
- ميرامار 1969
- إجازة صيف 1967
- شقة الطلبة 1967
- معبودة الجماهير 1967
- 30 يوم في السجن 1966
- الحياة حلوة 1966
- العبيط 1966
- الوديعة 1965
- زوج في إجازة 1964
- هارب من الزواج 1964
- ثورة البنات 1964
- النظارة السوداء 1963
- شقاوة بنات 1963
- زوجة ليوم واحد 1962

### المسلسلات
- الناس والفلوس
- العودة الأخيرة
- أرابيسك - تأليف - أسامه أنور عكاشة
- زيزينيا - تأليف - أسامة أنور عكاشة
- الحلم الجنوبي
- وجع البعاد
- مكان في القلب
- بنت أفندينا
- على نار هادئة
- طعم الأيام - تأليف - محمد حلمي هلال
- رأفت الهجان - الجزء الثالث
- السقوط في بئر سبع
- علي الزيبق في دور سنقر الكلبي 1985
- ومضى عمري الأول 2006
- الزوجة أول من يعلم (1987)
- عصفور في القفص

## طالع ايضاً
- قائمة أعمال أبو بكر عزت

## وصلات خارجية
- أبو بكر عزت على موقع IMDb (الإنجليزية)
- أبو بكر عزت على موقع الدهليز
- أبو بكر عزت على موقع قاعدة بيانات الأفلام العربية
- أبو بكر عزت على موقع قاعدة بيانات الفيلم (الإنجليزية)